# Cosmosoma nelea
Cosmosoma nelea là một loài bướm đêm thuộc phân họ Arctiinae, họ Erebidae.